# スアンロクの戦い
スアンロクの戦い（ベトナム語: Trận Xuân Lộc／陣春祿, 英語: Battle of Xuan Loc）は、ベトナム戦争における最後の大規模な戦闘である。戦闘は1975年4月9日から始まり、4月21日にベトナム人民軍（北ベトナム軍, NVA）第4軍団がスアンロク市街を占領した事によって終結した。

## 概要
1975年初頭、北ベトナム軍はほとんど防備の置かれていなかったベトナム共和国北部への侵攻を開始した。中部高原では、ベトナム共和国陸軍（南ベトナム軍, ARVN）の第2軍団戦術区域が崩壊し、残存部隊はメコンデルタ方面への撤退を開始していた。またフエやダナンなどに駐在していた南ベトナム軍部隊は全くの抵抗を行わずに無力化されたという。南ベトナム軍が敗走を続けるようになると、ベトナム共和国議会ではグエン・バン・チュー大統領の戦争指導に対する疑問と批判が高まり、やがて辞任を求める声も出始めた。
チュー大統領は共和国を防衛する為の最終的な抵抗として、唯一戦力を保っていた南ベトナム軍第18師団に対して総力を上げてスアンロクを防衛するようと命じた。一方の北ベトナム軍では、サイゴンへの進路確保を任務とする北ベトナム軍第4軍団がスアンロクへと進軍しつつあった。こうしてベトナム人同士の12日間にも渡る激戦が幕を開けたのである。この戦闘は、主に南ベトナム軍将兵の勇敢さと共に記憶されている。戦闘の初期段階では、南ベトナム軍第18師団が北ベトナム軍の攻勢を複数回にわたって撃退に成功しており、北ベトナム側は当初計画されていた作戦と戦術を大きく転換することになった。
1975年4月19日、完全にスアンロクが孤立した後になって、ようやく南ベトナム軍部隊に撤退の許可が与えられた。スアンロクでの敗北の後、10年以上もベトナム民主共和国（北ベトナム）の共産主義者と戦い続けてきたチュー大統領はついに辞任に追い込まれた。

## 背景
1975年に入ると、戦況の悪化を反映しベトナム共和国の政治情勢は深い混乱に陥った。特にチュー大統領に対しては少なくとも2度の暗殺が試みられ、また阻止されている。1度目は1月23日、南ベトナム陸軍のある将校がピストルでチューを銃撃した事件である。暗殺失敗後、この将校は軍法会議で裁かれている。2度目は4月4日、ベトナム共和国空軍（南ベトナム空軍, VNAF）のパイロット、グエン・タイン・チュン中尉がF-5戦闘機を使って独立宮殿を爆撃した事件である。なお、チュン中尉は1969年以来潜伏していたベトコンの秘密党員であったことが後年になってから判明している。これらの事件の後、チュー大統領は自軍将校に対して不信を抱くようになったという。
4月2日、議会からグエン・バ・カンを指導者とする新体制が提案され、首相チャン・ティエン・キエム将軍が辞任する。チューはすぐにキエムの辞任とカンの首相就任を承認した。4月4日、チューはサイゴン放送を通じて首相の交代について報告すると共に、3人の陸軍将校の逮捕を命じた。ファン・バン・フー少将は中部高原での大敗の為、ファン・コク・トゥアン大将はニャチャン防衛失敗の為、ズー・コク・ドン中将はフオクロン防衛失敗の為に逮捕された。また第1軍団戦術区域司令官のゴ・クアン・チュオン大将は入院していた為に処罰を免れている。
4月3日のフレデリック・ウェイアンド米陸軍大将との会談において、チューはベトナム共和国の最終的な防衛戦略の概要を語り、共和国に残っているいずれのものをも共産主義者に渡さず保持する旨を誓ったという。ここで彼が語った戦略の中で、タイニンとファンティエットから近いスアンロクこそが総力を上げた抵抗の中心になりうるものとされていた。その後、チューがリチャード・ニクソン元大統領の手紙を取り出すと会議は一層と熱を帯びた。この手紙の内容は「もし北ベトナム側がパリ和平協定に違反していた場合、軍事的報復を約束する」というものであった。結局、チューはパリ和平協定調印の瞬間からベトナム共和国を切り売りしていたのだとアメリカを非難し、会談は終わってしまった。
混乱する南ベトナム側とは対照的に、北ベトナムのハノイ政府は1974年12月以降の軍事的優勢により非常に強い支持を集めていた。1975年4月8日の段階で、北ベトナム軍はフオクロン省を含む南ベトナム軍第1および第2軍団戦術区域の全域を制圧した。ほとんどの南ベトナム軍部隊が敗走・崩壊する中、北ベトナム軍はベトナム共和国最後の抵抗拠点と見なされたスアンロクへ2個軍団を派遣した。北ベトナム軍第4軍団は数カ月前にフオックロンを占領した部隊で、続けてタイニン、ビンロン、ロンカインを占領した後、北東からスアンロクへの接近を試みた。また北ベトナム軍第3軍団は、中部高原の南ベトナム軍部隊を撃破した後に北西からスアンロクへの接近を試みていた。

## 戦闘前夜
1975年3月、北ベトナム軍は南ベトナム西部への攻勢を開始した。北ベトナム軍第3軍団は中部高原バンメトートを攻撃し、また北ベトナム軍第4軍団はタイニンとビンズオンの南ベトナム側軍事施設を攻撃した。過去3年間に比べ、西部の南ベトナム側防衛力は人員と物資の不足から大幅に弱体化しており、タイニンやビンズオンは南ベトナム側の防衛計画でも決して要地として扱われていなかった。しかし、それにも関わらず1975年初頭に敗走した部隊を元にする大規模な戦力が存在していた。タイニンには南ベトナム軍第25師団および4個機甲旅団、2個レンジャー大隊が退避しており、一方のビンズオンには南ベトナム軍第5師団と1個機甲旅団、1個レンジャー大隊が存在していた。これらの地点では敗残兵が集結して抵抗の再編成を図っており、北ベトナム側はこれを阻止するべく占領を決断したのである。
北ベトナム軍第4軍団司令部では最初の攻撃目標として、北西部における南ベトナム側防衛線の弱点と見なされていたザウティエン - チョンタイン間の地点を選んだ。この地点はタイニン、ビンズオン、ビンロンの3省と隣接しており、守備戦力として地方軍4個大隊（第35、第304、第312、第352大隊）と1個装甲旅団、そして10門の105mm砲が存在していた。ザウティエン - チョンタイン間への攻撃作戦では北ベトナム軍第9歩兵師団が主力を担い、北ベトナム軍第16歩兵連隊、第22戦車大隊、および1個砲兵大隊と1個防空大隊が支援にあたった。3月11日午前5時、北ベトナム軍第9歩兵師団はダウチェンに対する攻撃を開始した。北ベトナム軍第9歩兵師団に与えられた初日の攻撃目標はランナン、バウドン、チャラの南ベトナム側砲兵陣地であった。
同日午後、レ・グエン・カン将軍は救援の為に南ベトナム軍第345装甲中隊をバウドンから出撃させた。しかし同中隊はスオイオンフン近くで北ベトナム軍第16歩兵連隊に迎撃され撤退している。またバウドンとランナンの南ベトナム軍砲兵陣地は北ベトナム軍第9歩兵師団の攻撃に圧倒されており、有効な反撃が行えないままでいた。3月13日、北ベトナム軍はダウチェン一帯を完全に制圧する。この戦いの3時間後には北ベトナム軍の第3および第9歩兵師団の各部隊がボンチュイ、ガバサク、カウタウ、ベンクイなど各地の南ベトナム軍陣地を確保していった。南ベトナム軍第3旅団では、南ベトナム軍第5歩兵師団の戦力を利用したダウチェン奪還作戦を計画するが、チュー大統領はこれを中止させ、代わりにチュオンミト、バウドン、タイニンの防衛を命じた。
3月24日、北ベトナム軍第9歩兵師団から派遣された2個連隊とビンフォックで編成された2個民兵大隊が連携してチョンタンへの総攻撃を行なったが、南ベトナム軍守備隊によって撃退されている。3月31日、北ベトナム軍第4軍団は1個砲兵大隊（野砲15門）を含む北ベトナム軍第273連隊を北ベトナム軍第9歩兵師団の元へ増援として派遣する。これが到着すると北ベトナム軍第9歩兵師団は再びチョンタン攻撃に乗り出した。南ベトナム側は第3機甲師団をチョンタインの救援に向かわせたものの、同師団は国道13号線にて北ベトナム軍第9師団の一部による迎撃を受け足止めされてしまう。同時期、守備隊の一部として抵抗を続けていた南ベトナム軍第31レンジャー大隊が壊滅を避けるべく東方のバウドンまで撤退する。4月2日、チョンタインが陥落する。ベトナム当局は北ベトナム軍がこの戦いで2134人の敵兵を殺傷、472人を捕虜とし、16機の航空機を撃墜したと主張している。これに加えて30両の軍用車両（8両の戦車を含む）、およそ1000門の野砲（5門の旧型カノン砲を含む）などを鹵獲したという。そして、ビンロンを確保した北ベトナム軍は次の作戦目標としてスアンロクを選んだのである。

## 戦闘序列

### 南ベトナム側
1975年4月8日、第18師団がスアンロク防衛の主力部隊として派遣される。第18師団は3個連隊（第43、第48、第52歩兵連隊）によって構成されていた。加えて、5つの機甲旅団、4つの地方軍大隊（第340、第342、第343、第367大隊）、2個砲兵大隊（第181、第182砲兵大隊）、民間自衛隊（民兵隊）の2個中隊が付近に展開した。4月12日、第1空挺旅団、3個機甲旅団（第315、第318、第322機甲旅団）がスアンロクに到着する。また第5師団からも第8任務部隊と第33レンジャー大隊が派遣されている。航空戦力はビエンホアの第5空軍師団やタンソンニャットの第3空軍師団が展開していた。南ベトナム側守備隊の司令官は、第18師団長のレ・ミン・ダオ将軍であった。

### 北ベトナム側
最初にスアンロク付近に展開したのは第4軍団であった為、中央軍事委員会では第4軍団を主力として展開することを決定した。第4軍団所属部隊のうち、スアンロクに展開したのは3個師団（第6、第7、第341歩兵師団）である。さらに第71高射師団と2個戦闘工兵連隊（第24、第25工兵連隊）、第26通信連隊、2個装甲大隊、2個砲兵大隊、2個ロンカン地方軍大隊などから援護を受けていた。1975年4月3日、第4軍団司令部では攻勢について2つの作戦案を作成した。第1案では、まず周辺地域の前哨地点を全て占領し、その過程で市街中心部を孤立させる。その後、タイミングを見計らってスアンロク市街中心部に対して正面から総攻撃を行うものとされていた。第2案は守備隊の戦力が推定よりも少なかった場合を想定しており、この場合は装甲部隊と砲兵の支援を受けた第4軍団が直接スアンロク市街中心部に突入を図るものとされていた。

## スアンロク攻防戦の始まり
ロンカン省スアンロク付近の主要目標を全て確保した北ベトナム軍第4軍団では、スアンロク死守の任に付いた南ベトナム軍第18師団に対する大攻勢の為に4日間の準備期間を設けた。北ベトナム軍第4軍団司令官ホアン・カム少将は作戦方針について、攻撃主力を彼自身が率いる歩兵による総力正面攻撃と定め、これを北および北西側に展開する砲兵および戦車が援護するものとした。さらに東側からも北ベトナム軍第4軍団副司令官ブイ・カト・ブ大佐率いる部隊が攻撃を行うこととなった。北ベトナム軍が着々と攻勢の準備を整える中、南ベトナム軍のレ・ミン・ダオ将軍とロンカン省地方軍司令官グエン・バン・フク大佐もまた敵の大攻勢を見越して各部隊の移動を行なっていた。戦闘の直前、ダオは海外メディアに対する会見で次のように語った。
私はスアンロクの死守を決断した。例え共産主義者がありったけの師団をここに派遣したとしても、私はそれら全てを撃滅しよう！全世界は我がベトナム共和国陸軍の精強さを目の当たりにするであろう。—レ・ミン・ダオ、
1975年4月9日午前5時40分、北ベトナム軍第4軍団はスアンロク市街地に対する砲撃を開始した。これに呼応して市街北側から突入した北ベトナム軍第341歩兵師団の一部は1時間以上にわたる激しい戦闘の末に南ベトナム軍の通信施設と警察署を占領する。しかし北側から移動しつつあった北ベトナム軍部隊は南ベトナム軍第52タスクフォースによる反撃を受けて足止めされた。東側からは北ベトナム軍第7歩兵師団が接近していたが、彼らは戦車による援護を受けられなかった為、戦闘の初期段階で大きな損害を被ることになる。8時までに北ベトナム軍第4軍団司令部は第7歩兵師団を援護するべく8両の戦車を派遣したが、これらは到着前に南ベトナム軍によって全て撃破されている。
正午までに北ベトナム軍第209、270歩兵連隊が南ベトナム軍第18師団司令部と知事公邸の防衛に当たっていた南ベトナム軍第43、48歩兵連隊を撃破、これらの施設を占領する。さらに市街南側では北ベトナム軍第6歩兵師団がホンギア-メボンコンを通る幹線道路1号線上に設置された南ベトナム軍の防衛陣地を攻撃、占領した。4月9日、南ベトナム軍第18師団は北ベトナム軍の両側面に対する反撃を行う。これは北側および北西側を主とする北ベトナム軍の攻勢を遅延することが目的であった。
4月10日から11日にかけて、北ベトナム軍第7歩兵師団は複数回に渡り南ベトナム軍の有力部隊、すなわち第18師団、第52タスクフォース、第5装甲騎兵中隊の撃破を試みた。しかし攻撃を試みる度に側面攻撃などの妨害を受け、結局はいずれの部隊の撃破にも失敗している。北西側でも北ベトナム軍第341歩兵師団所属の北ベトナム軍第226、270歩兵連隊が南ベトナム軍第43歩兵連隊、第322装甲旅団による側面攻撃を受けて足止めされ、大幅に遅延を余儀なくされている。北ベトナム軍が有力部隊撃破を試みていた2日間、南ベトナム第5空軍師団が南ベトナム軍第18師団に対する支援として200回以上の航空支援を行なっている。4月11日深夜、レ・ミン・ダオは密かにタンフォンに南ベトナム軍第18師団司令部を移して戦力の再結集を図り、さらなる抵抗を試みた。その一方、ファン・バン・フク大佐もまたヌイティに臨時司令部を設置して抵抗を再開している。
4月12日、南ベトナム軍参謀本部ではスアンロク防衛の為に予備戦力の投入を決定する。これを受けて南ベトナム軍第1空挺旅団がバオディンのゴム農場に防御陣地を構築し、また2個海兵旅団がビエンホアから続く東側街道の守備についた。さらにタンフォンとダウジアイは南ベトナム軍第33レンジャー大隊、第8、第5歩兵師団、第8歩兵大隊、第315、第318、第322装甲旅団などによる援軍を受ける。これらの援軍が前線に向かう経路を確保するべく、ビエンホアおよびタンソンニャットの南ベトナム空軍作戦機は一日あたり80～120回の戦闘出撃を行なったという。4月12日午後2時、スアンロクから程近いスアンビンの集落に対して南ベトナム空軍所属のC-130が2発のCBU-55デイジーカッター爆弾を投下した。同集落は北ベトナム軍が拠点として利用しており、この爆撃によって民間人と北ベトナム軍将兵あわせて200名が死亡した。また、南ベトナム軍側でも爆風に巻き込まれたことによる少数の犠牲者が出たとされる。
4月13日、南ベトナム解放軍（南ベトナム解放民族戦線の軍事部門）司令官のチャン・ヴァン・チャ将軍が北ベトナム軍第4軍団司令部を訪問する。チャ将軍は司令部将校団との会議の中で、攻撃作戦の方針変更を提案した。その方針とは北ベトナム軍第6歩兵師団と第341歩兵師団の一部をもってスアンロク防衛線の弱点と見なされたダウジアイを攻撃し、さらにバリア-ブンタウ間を繋ぐ幹線道路2号線およびスアンロク-ビエンホア間を繋ぐ幹線道路1号線に沿った防御陣地を設置していくというものであった。同日、北ベトナム軍第2軍団はスアンロク攻撃を援護するべく、第95歩兵連隊に対して北ベトナム軍第4軍団の指揮下に入る旨の命令を下す。北ベトナム軍の将軍たちが新たな作戦方針を討議していた頃、南ベトナム軍は共産主義者によるスアンロク攻撃の撃退と戦況の逆転を宣言した。スアンロクにおける南ベトナム軍の頑強な抵抗を受けてチュー大統領は「ベトナム共和国軍が祖国を守るべくその戦闘能力を回復した」旨を伝える声明を発表した。

## 陥落
4月15日、北ベトナム軍はスアンロクへの砲撃を中止し、ビエンホアへの大規模な砲撃を開始した。1日中継続的に続けられた砲撃により、ビエンホアの南ベトナム第3空軍師団では全ての航空作戦を中止する事を余儀なくされた。スアンロク守備隊への航空支援任務はトラノクの南ベトナム第4空軍師団に引き継がれた。同日、北ベトナム軍の第6歩兵師団と第95B歩兵連隊はスアンロク西部にて南ベトナム軍の第52タスクフォースと第13装甲中隊を撃破した。4月16日から17日にかけて、北ベトナム軍第6歩兵師団と第95B歩兵連隊はさらに進出し、ダウジアイの奪還を試みた南ベトナム軍第8タスクフォース、第3装甲旅団を撃破した。また、スアンロクに展開する南ベトナム軍第43、第48歩兵連隊、第1空挺旅団なども北ベトナム軍による側面攻撃を受けて大きな被害を受けた。
これらの攻撃により、ダウジアイ及び全ての主要道路が北ベトナム軍の支配下に置かれ、スアンロクの南ベトナム軍第18師団は完全に孤立し、18日までに北ベトナム軍第4軍団に包囲された。4月19日、南ベトナム軍参謀本部はレ・ミン・ダオ将軍に対して第18師団を始めとする各部隊の脱出、および他の拠点における抗戦続行を命じた。この移動命令によれば、第18師団にはビエンホア守備の任務が与えられていた。4月20日、大雨の中でおよそ200両の軍用車両を用いた南ベトナム軍将兵およびスアンロク住民の脱出が始まった。4月21日までに最後の守備部隊であった南ベトナム軍第1空挺旅団が脱出し、スアンロク市街中央は完全に放棄された。同日午前4時までに、スオイ・カ村にて第3および第1空挺旅団が北ベトナム軍によって壊滅させられる。こうしてスアンロクは北ベトナム軍の支配下に置かれ、サイゴン侵攻を阻むものは皆無となったのである。

## 戦闘終結に伴う影響

### 軍事的側面
スアンロク陥落以降、北ベトナム軍は快進撃を重ね、その結果北ベトナムは南ベトナムの領土のうち実に3分の2を支配下に置いた。スアンロクにおける南ベトナム側の軍事的損失は非常に大きく、予備戦力を含むほとんどの部隊が壊滅した。1975年4月18日、南ベトナム軍第3旅団長グエン・バン・トアン将軍はチュー大統領に対し、南ベトナムにおける軍事力はスアンロクで大打撃を受け、今や全軍をもってしてもわずか数日の抗戦しか約束できないと報告した。
後に統一ベトナム政府が行なった調査によれば、スアンロクを巡る戦いの中で2,036名の南ベトナム軍将兵が戦死ないし行方不明となり、2,731名が捕虜となったという。
これに加えて、南ベトナム軍第18師団だけでも師団の30%に当るおよそ12,000名の負傷者が出ている。共産軍、すなわち北ベトナム軍と解放戦線側の総死傷者数には不明な点が多いが、北ベトナム軍第4軍団では480人の戦死者と1428人の負傷者を出したと主張している。またレ・スアン・ダオは、北ベトナム軍はこの戦いで50,000人以上の戦死者を出した上に370両の戦車を失ったと主張しており、アメリカ軍による推定では北ベトナム軍投入戦力の10%に当るおよそ5,000名が戦死ないし負傷し、37両の戦車が破壊されたとしている。

### 政治的側面
スアンロク陥落後の数日間、南ベトナム国会では戦時政策に関する激論が交わされた。主戦派はアメリカは南ベトナムを見捨てないという前提の元、最後まで徹底抗戦を図るべきと主張した。一方の厭戦派は国家の滅亡を避ける為にもハノイ政府との交渉に乗り出すべきとして徹底抗戦に反対した。ただし、グエン・バン・チュー大統領に軍事的・政治的責任を問うことでは全議会が合意していた。
1975年4月21日午前8時、チュー大統領はスアンロク陥落の報告を受けた後、大統領職の辞任を宣言した。北ベトナム軍第4軍団を足止めするべく南ベトナム軍部隊を派遣したのは、チューがベトナム共和国の為に行なった最後の軍事的判断であり、彼はこの判断に政治的生命のすべてを賭けていた。しかし、彼が命令を下した時にはもはや手遅れであった。結局スアンロクは陥落し、議会における彼の政治的立場は一層と危うくなった。チューの辞職後、チャン・バン・フォンが新たな大統領に就任し、大きな犠牲と政治的失望を代償に停戦を求めてハノイ政府との交渉に臨むこととなる。